# Draft 258
Pour plus de détails, voir Fiche technique et Distribution.
Draft 258 est un film muet américain de 1917, réalisé par Christy Cabanne. Il met en vedette Mabel Taliaferro, Walter Miller et Earl Brunswick, et est sorti le 15 novembre 1917. Il est considéré comme un film perdu.